# Réserve naturelle nationale de l'étang Noir
La réserve naturelle nationale de l'étang Noir (RNN17) est une réserve naturelle nationale située en Nouvelle-Aquitaine. Classée en 1974, elle occupe une surface de 52 hectares et protège l'étang Noir ainsi que ses milieux périphériques.

## Localisation

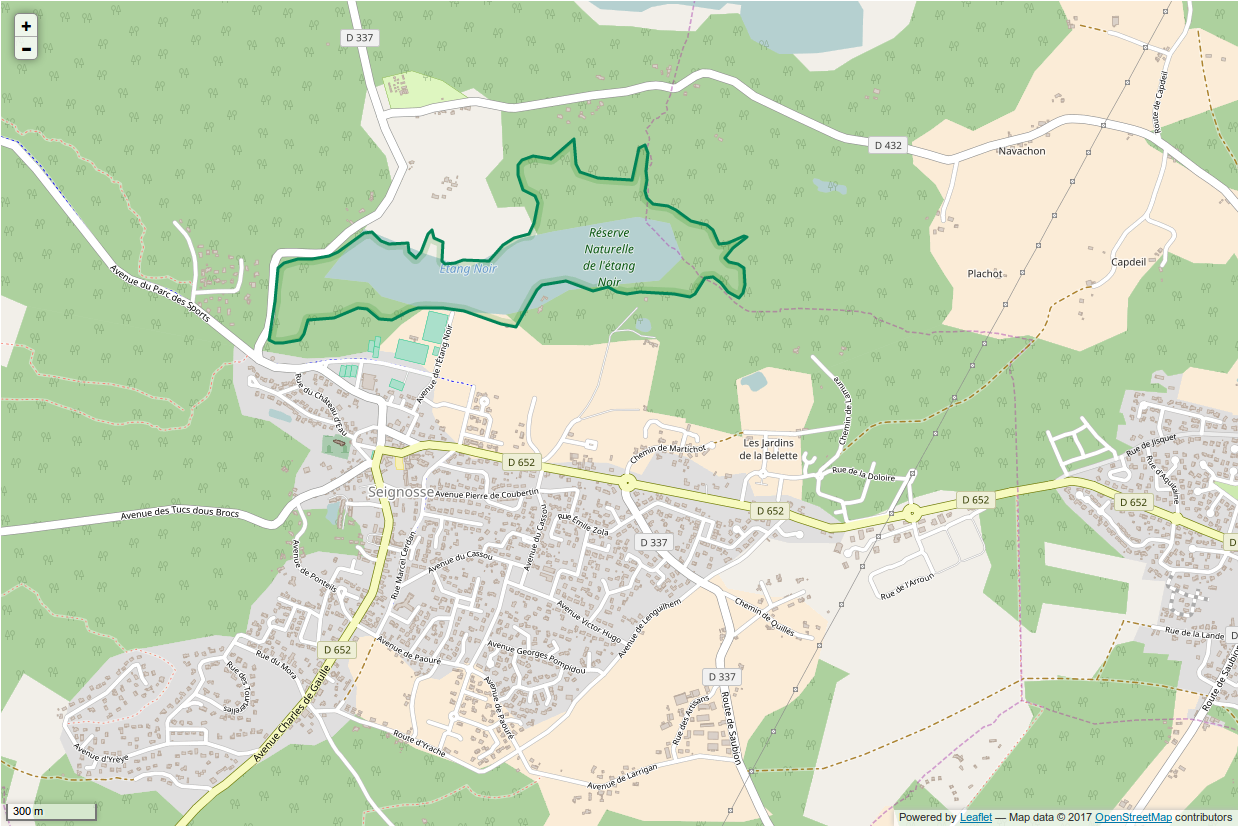
Périmètre de la réserve naturelle.

Le territoire de la réserve naturelle est dans le département des Landes, sur les communes de Seignosse et Tosse et à 4 km du littoral. Il comprend l'étang Noir (19,7 ha) et les milieux humides qui l'environnent pour une surface totale de 52 ha.

## Histoire du site et de la réserve
La présence de l'étang est due au cordon dunaire côtier qui a bloqué l'écoulement d'eau douce vers la mer et permis l'apparition de plans d'eau en arrière du littoral.

## Écologie (biodiversité, intérêt écopaysager…)
Le site offre un paysage typique des landes humides, avec notamment la présence du plan d’eau de l’étang Noir et d’une forêt marécageuse.

### Flore
La forêt humide est parsemée d’Aulnes et de Saules tourmentés, de touffes de Carex et d'Osmondes royales. On peut également rencontrer quelques petites tourbières à la végétation caractéristique (Drosera à feuilles rondes). Plus de 200 espèces végétales sont présentes sur la réserve naturelle.

### Faune
Le site est un habitat pour la Loutre d'Europe, la tortue Cistude, le Vison d'Europe et les libellules, qui sont présents sur ce site et font l’objet d’un suivi particulier. On dénombre 30 espèces de libellules et 112 espèces d'oiseaux sur le site.

## Intérêt touristique et pédagogique
Une passerelle de découverte en bois sur pilotis permet de découvrir le site.

## Administration, plan de gestion, règlement
La réserve naturelle est gérée par le Syndicat Mixte Gestion des milieux naturels.

### Outils et statut juridique
La réserve naturelle a été créée par un arrêté ministériel du 2 juillet 1974.
L'étang est également constitutif du site Natura 2000 (SIC/pSIC) « Zones humides de l'arrière dune du Marensin ».